# Datousaurus
Datousaurus bashanensis
Genre
Espèce
Datousaurus est un genre éteint de dinosaures sauropodes du Jurassique moyen retrouvé dans la sous-formation géologique de Shaximiao, correspondant à la partie supérieure de la formation de Dashanpu, près de la petite ville du même nom, Dashanpu, Zigong (Chine).
L'espèce type et seule espèce, Datousaurus bashanensis, a été décrite par Dong Zhiming et Tang Zilu en 1984.
Le genre serait apparenté à Shunosaurus.

## Étymologie
Datousaurus provient du malais « datou » (« chef de clan ») ou du chinois « da tou » (« grosse tête ») et du grec « sauros/σαυρος » (lézard).

## Description
Il faisait environ 14 mètres de long.